# Zertifikat Deutsch
Die international anerkannte Prüfung zum Zertifikat Deutsch war das Ergebnis einer Kooperation zwischen dem Goethe-Institut, dem Österreichischen Sprachdiplom Deutsch (ÖSD), der Schweizerischen Konferenz der kantonalen Erziehungsdirektoren (EDK) und der telc gGmbH (WBT Weiterbildungs-Testsysteme GmbH).
Das Zertifikat Deutsch orientierte sich hauptsächlich an den Bedürfnissen von Lernenden in der Erwachsenenbildung im In- und Ausland. Neuere Entwicklungen stellten das gleiche Prüfungsformat auch jugendlichen Lernenden zur Verfügung. In der Regel brauchten Lernende rund 600 Unterrichtsstunden, um die notwendige Sprachbeherrschung für eine erfolgreiche Prüfung zum Zertifikat Deutsch zu erlangen. Das Zertifikat Deutsch orientierte sich an den Stufen des Gemeinsamen europäischen Referenzrahmens für Sprachen, der international anerkannten Skala des Europarats.
Im Jahr 2009 wurden die Prüfungen „Zertifikat Deutsch“ und „Start Deutsch 2“ durch den Deutsch-Test für Zuwanderer ersetzt.